# 守永初美
守永 初美（もりなが はつみ、1979年1月4日 - ）は、日本の女性歌手。愛知県名古屋市出身。身長167cm、血液型はO型。
Phil Harding、Ian Curnow、Dave Fordのプロデュースにより、エイベックスからデビューを果たすが、3枚目のシングル「SAVE OUR SONG」以降エンターテイメントシーンから姿を消した。

## ディスコグラフィー

### シングル
1. 青空のknife（1998年1月28日）
エニックス社ゲーム「Bust A Move」テーマ・ソング
TBS系「COUNT DOWN TV」エンディング・テーマ
2. 革命みたいな感情（1998年9月2日）
3. SAVE OUR SONG（1998年12月2日）